# Elvio Vera
Elvio de Jesús Vera Brítez (ur. 14 grudnia 2000 w Isla Pucú) – paragwajski piłkarz występujący na pozycji skrzydłowego, od 2024 roku zawodnik Sportivo Luqueño.